# Tomiko Suzuki
Tomiko Suzuki (鈴木 富子, Suzuki Tomiko; ur. 3 stycznia 1956 w Prefekturze Aichi, zm. 7 czerwca 2003) – japońska Seiyū związana z Aoni Production. Większość jej ról stanowiły postacie młode, bądź o charakterze dziecięcym. Jej znakiem rozpoznawczym był wysoki głos.
Zmarła 7 czerwca 2003 roku na atak serca. Jej ostatnią rola to Jirachi w filmie Pokémon: Jirachi – Spełnione marzenia, który został wydany miesiąc po jej śmierci.
Miała 150 centymetrów wzrostu.

## Wybrana filmografia
- Błękitny ptak (1980) – Duch Sugara
- Miss Machiko (1982–1983) – Hiroshi
- Kapitan Jastrząb (1983–1986) – Yayoi
- Pięść Gwiazd Północy (1984–1986) – Lin
- Dragon Ball (1986–1989) – dodatkowe głosy
- Dragon Ball: Legenda Shenlona (1986) – Pansy
- Rycerze Zodiaku (1986–1989) – Jakub
- Transformers: Headmasters (1987–1988) – Daniel
- Dragon Ball Z (1989–1996) – Denden, Marron, Bee
- Dragon Ball GT (1996–1997) – Marron
- Pokémon: Jirachi – Spełnione marzenia (2003) – Jirachi